# Doug Paisley
Doug Paisley (Toronto, ...) è un cantautore canadese.

## Biografia
Appassionato di musica tradizionale country e bluegrass, prima di ottenere un contratto discografico suona con Chuck Erlichman nel duo Russian Literature e come cover band Stanley Brothers.
Nel 2006 suona con l'artista multimediale Shary Boyle a nome Dark Hand & Lamplight.
Nel 2008 pubblica il primo disco omonimo per la No Quarter Records, la sua voce da tenore ricorda quella di James Taylor. Un suo brano venne scelto per la compilation New Harvest allegata alla rivista Mojo.
L'anno seguente esce l'EP Digging in the Ground. Nel 2010 viene pubblicato il secondo album Constant Companion con la partecipazione del tastierista Garth Hudson; le sue canzoni sono malinconiche ed intimiste ed il suono più minimale, tanto da essere comparato a Will Oldham, al quale in passato fece da spalla in alcuni concerti.

## Discografia[4]
- Doug Paisley (No Quarter 2008)
- Digging in the Ground (EP)
- Constant Companion (No Quarter 2010)
- No One But You / If I Wanted To (Heavenly, UK 7″ 45 RPM 2011)
- Golden Embers (EP, No Quarter 2012)
- Strong Feelings (No Quarter 2014)[13]
- Until I Find You (EP, No Quarter 2014)
- Starter Home (No Quarter 2018)
- Say What You Like (Outside Music, 2023)
- Sad Old World (self-released, 2024)